# Franziskanerkloster St. Elisabeth (Eisenach)

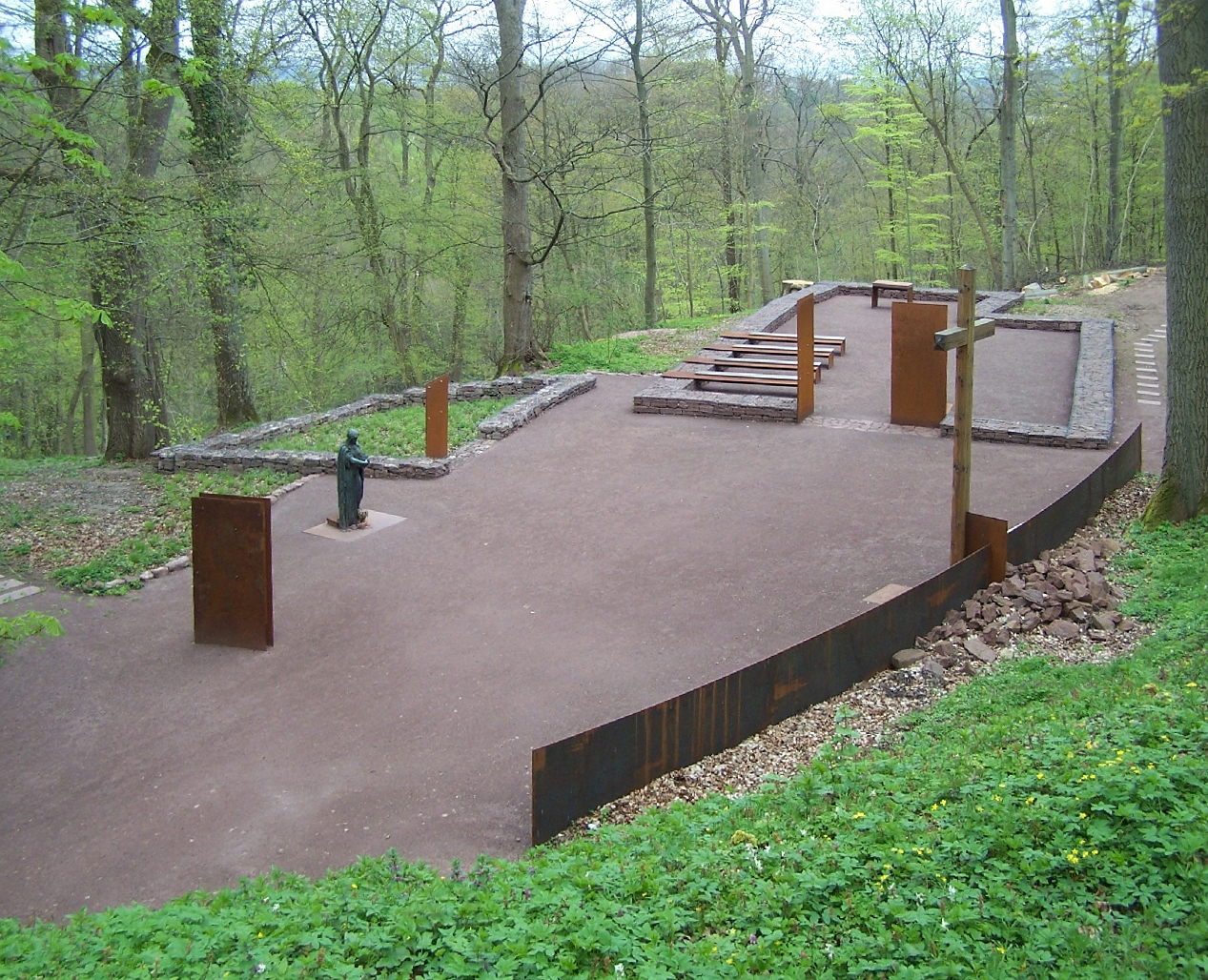
Elisabethkloster

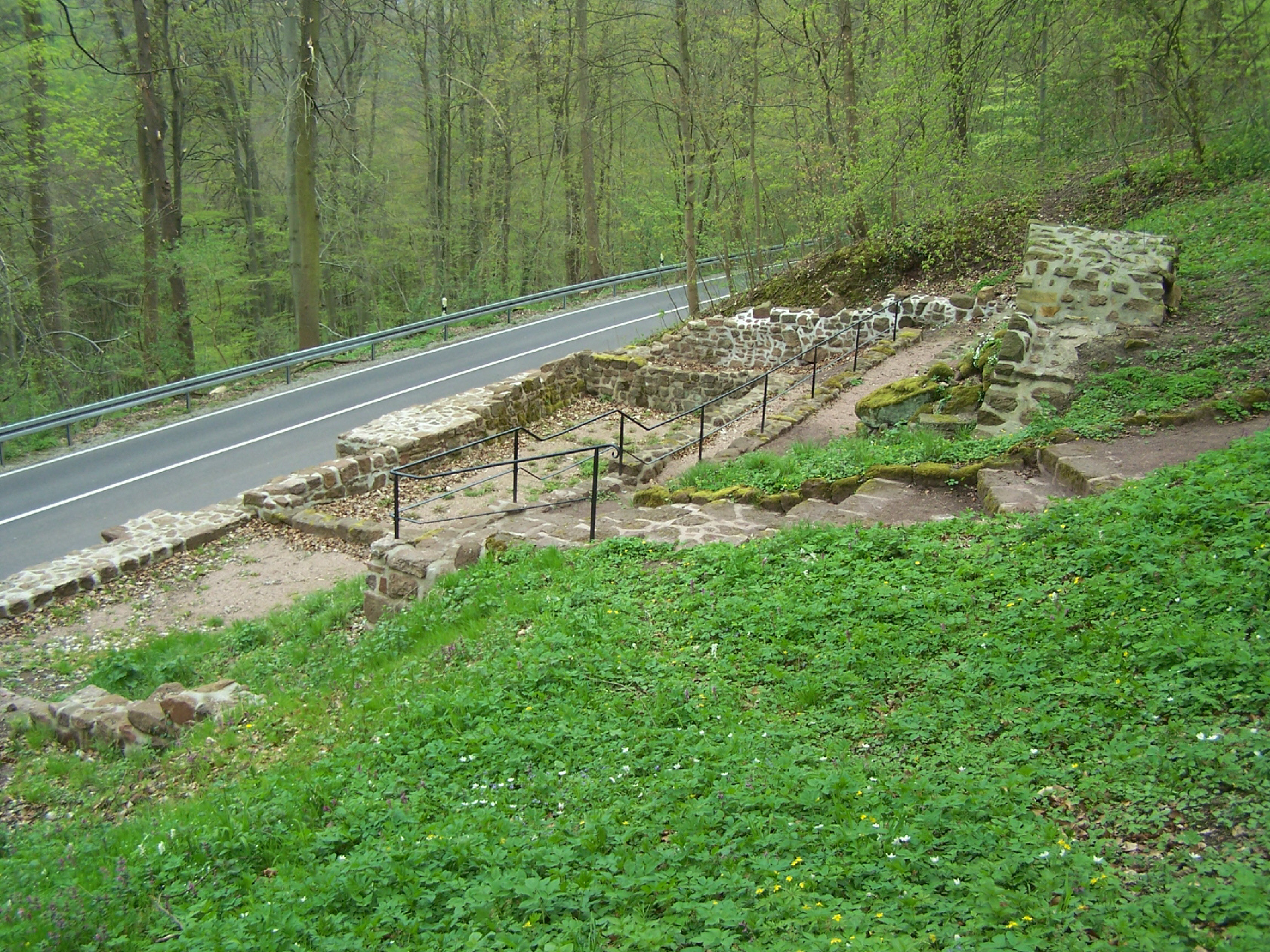
Standort des Elisabethhospitals

Das Franziskanerkloster St. Elisabeth war ein Kloster in Eisenach. Der heute als Elisabethplan bekannte inoffizielle Wallfahrtsort erinnert an das hier im Spätmittelalter befindliche Kloster und ist als Gedenkstätte für die heilige Elisabeth, Landgräfin von Thüringen, gedacht.

## Lage
Das Kloster lag am Fußweg von der sogenannten Eselstation zur Wartburg, kaum zweihundert Meter vor dem Burgtor, unmittelbar über der Zufahrtsstraße. Die Klosteranlage befand sich am Platz einer heute Elisabeth-Brunnen genannten, in den Fels des Burgberges eingetieften Schöpf-Brunnenanlage, welche die nächstgelegene Trinkwasserquelle war.

## Geschichte
Um 1225 entstand unterhalb der Wartburg ein kleines Hospital. Es wurde von der Landgräfin Elisabeth gestiftet und wohl zunächst auch geleitet. Hier wurden Kranke und Bedürftige gepflegt. Die genaue Anzahl, Lage und Größe der Gebäude sind unbekannt. Hölzerne Blockhäuser sowie eine kleine Kapelle sind anzunehmen. Der heute noch vorhandene Elisabethbrunnen entstand vermutlich bereits vor der Hospitalzeit. Bei Ausbruch der Kämpfe um den Besitz der Wartburg im thüringisch-hessischen Erbfolgekrieg lag das dicht vor der Burg befindliche Hospital zwischen den Fronten (siehe Eisenacher Burg) und wurde wahrscheinlich zerstört oder zeitweise aufgegeben.
Etwa 100 Jahre nach Vertreibung und Tod der heiligen Elisabeth (1231) entstand an der Stelle ihres Hospitals eine kleine Klosteranlage der Franziskaner, welches der Legende nach von Landgraf Friedrich dem Ernsthaften gestiftet wurde. Die Baulichkeiten dieses nach dem Kloster St. Paul zweiten Franziskanerklosters im Raum Eisenach entstanden nach aufwändigen Planierarbeiten auf zwei Hangterrassen; sie bestanden aus der Klosterkirche, den Zellen der Brüder, Lager- und Wirtschaftsgebäuden – jetzt meist steinerne Gebäude, alles umgab eine schützende Mauer. 1441 wurde der Zugang verlegt, wobei eine Felspartie abgetragen werden musste. Aus der Mitte des 15. Jahrhunderts ist eine Klosterchronik erhalten geblieben, die viele Anhaltspunkte zum Klosterleben enthält.
Die Franziskanerbrüder verließen 1525 infolge der Reformation das Kloster; es wurde fortan als Steinbruch genutzt.
Bei Schachtungs- und Planierungsarbeiten auf Veranlassung des Wartburgarchitekten Hugo von Ritgen im Umfeld des Elisabethbrunnens stießen Arbeiter 1851 auf massive Grundmauern einstiger Gebäude, Nachforschungen unterblieben jedoch. Burgwart Hermann Nebe untersuchte 1924–25 das Gelände, als man bei Anlage eines kleinen Rosengartens erneut Mauerreste und Kleinfunde freilegte.
Das für die Landesgeschichte hochinteressante Gelände wurde bereits in der DDR als Bodendenkmal ausgewiesen und durch das Museum für Ur- und Frühgeschichte Weimar und das Wartburgmuseum untersucht. In den Jahren 1957 bis 1960, 1964 und 2006 erfolgten Grabungskampagnen mit dem Ziel, die bauliche Entwicklungsgeschichte des Klosters und noch erhaltene Gebäudestrukturen zu analysieren. Hierbei wurden mehrere Bauphasen und zahlreiche Details der Anlage bekannt.
Auf der oberen Terrasse wurde schon 1931 ein erstes Holzkreuz, inzwischen mehrfach erneuert, sowie 1991 eine Elisabeth-Plastik als Wallfahrtsort und Gedenkstätte errichtet. Im Elisabeth-Jahr 2007 fanden auf dem Platz mehrere Gedenkgottesdienste zur Erinnerung an die Heilige statt.

## Bauliches
Die von Franziskanern erbaute Anlage wurde Hanglage errichtet und bestand aus einer Klosterkirche mit ansetzenden Klosterzellen, einigen Lager- und Wirtschaftsräumen sowie einer „Brauerei“. Im Klostergelände befand sich auch der Elisabethbrunnen. Die ganze Anlage war terrassenförmig angelegt und durch eine Schutzmauer gesichert.
Soweit möglich, wurden bereits in den 1950er-Jahren die aufgedeckten Grundmauern der Steingebäude durch Steinsetzungen sichtbar gemacht, um so die Lage und Ausrichtung der ursprünglichen Gebäude zu veranschaulichen.
Das zum größten Teil begehbare Gelände wurde durch eine Treppenanlage und durch eine zur Straße hin errichtete Schutzmauer gesichert. Im Nahbereich des Klosters befand sich auch ein Heiligenbildnis oder Bildstock – Reste davon werden heute als der „Welsbachstein“ angesprochen.
Die in der Eisenacher Südstadt, im Mariental befindliche Armenruhe ist ein zum Ende des 19. Jahrhunderts angelegter Andachtsort, der an das Rosenwunder der heiligen Elisabeth erinnern soll.